# Conrad Dasypodius
Pour les articles homonymes, voir Dasypodius.
Conrad Dasypodius, de son vrai nom Konrad Rauchfuss ou Konrad Hasenfratz, né en 1531 à Frauenfeld (Suisse) et mort le 26 avril 1600 à Strasbourg,,, est professeur de mathématiques à Strasbourg de 1562 jusqu'à sa mort, doyen du chapitre de Saint-Thomas et concepteur de la deuxième horloge astronomique de la cathédrale de Strasbourg. 

## Biographie
Conrad Dasypodius naît dans une fratrie où son père Pierre Hasenfratz, dit Dasypodius est maître d'école de la ville de Frauenfeld en Suisse. Ce dernier est appelé à Strasbourg pour y occuper la chaire de professeur de grec. Conrad Dasypodius réalise ses études à la Haute École de Strasbourg. Il est le disciple de Chrétien Herlin (la), professeur de mathématiques dans cet établissement. En 1562, il succède à son maître après le décès de ce dernier et reçoit en 1567 le grade de maîtrise.
Il enseigne à l'université les mathématiques, l'astronomie, la géographie, la géodésie et la musique.
Aidé par les frères horlogers Habrecht et du peintre Tobias Stimmer, sous la conduite de l'architecte Hans Thoman Uhlberger, il conçoit en 1571-1574 la seconde horloge de la cathédrale de Strasbourg, et a été considérée comme l'une des sept merveilles du Saint Empire.

## Travaux de publications
Certains de ses ouvrages sont à destination de ses élèves, comme ceux d’Institutionum Mathematicarum Voluminis Primi (1593) ou bien d’Euclide (1557).
En mathématiques, il publie en grec et en latin les deux premiers livres d’Euclide, et les propositions des trois livres suivants (Strasbourg, 1564, in-8°) ; on lui attribue aussi une traduction des Sphériques de Théodose et de l’Optique catoptrique d'Euclide. Son Analysis geometrica sex libri Euclidis, Strasbourg, 1566, in-fol., est un travail où il réduit en forme de syllogisme les démonstrations du géomètre grec. Les premier et cinquième livres de cet ouvrage sont rédigés par Chrétien Herlin ; Dasypodius est l'auteur des quatre autres. Il se propose de publier dans un corpus les œuvres des mathématiciens grecs ; mais la mort interrompt ses projets le 26 avril 1600, à l'âge de 68 ans.
Conrad Dasypodius contribue surtout à faire connaître la collection d'ouvrages de l'Antiquité regroupés sous le titre de Petite Astronomie (par opposition à l'Almageste, la grande Astronomie), en établissant à partir de différents manuscrits (1572) le texte (grec) de la sphère en mouvement d'Autolycos de Pitane, la Sphère de Théodose de Tripoli, etc.
Il décrit l'horloge astronomique de Strasbourg dans Heron Mechanicus (1580). (Voir : Blumhof, Essai sur la vie et les ouvrages de Conr. Dasypodius, avec une préface de Kaestner, in-8°, Gottingue, 1798).
Astronome de son temps, participe à la publication de pronostics comme Ein Richtiger und kurtzer Bericht über den WunderSterne […] ainsi que sa version latine Brevis et succincta descriptio Corporis luminosi, Quod Nunc Aliquot Mensibus Apparvit (Bernhard Jobin, 1573).
Il fait part de ses observations sur la grande comète de 1577 dans son traité Brevis doctrina de cometis & cometarum effectibus. Une version allemande de cet ouvrage est disponible sous le titre Von Cometen und ihrer würckung.

## Œuvres
Auteur

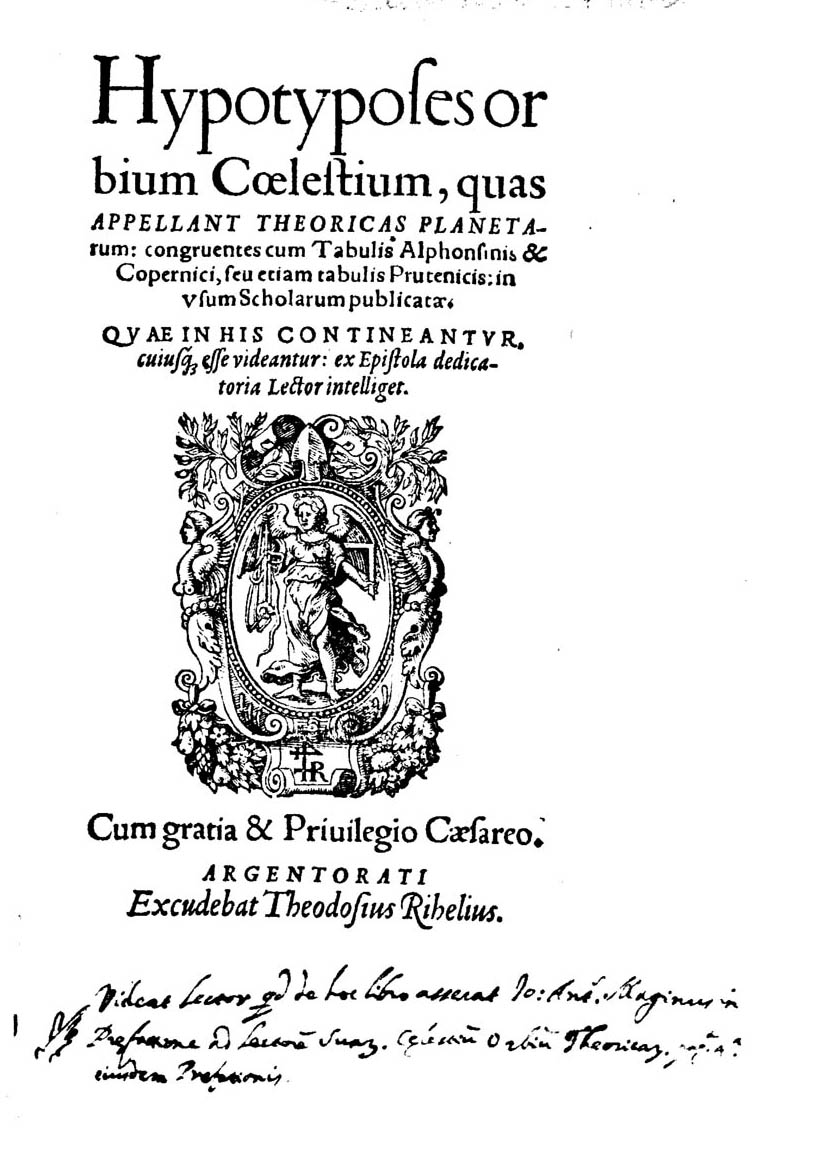
Hypotyposes orbium coelestium, 1568.

- [1554] (la) Cunradi Dasypodii, « Scholia et resolutiones seu tabulae in lib. III [« Enseignements et résolutions ou tableaux en lib. III »] », dans Jérôme Cardan (Gerolamo Cardano), In Cl. Ptolemaei de astrorum iudiciis: his accesserunt eiusdem de septem erraticarum stellarum qualitatibus… liber posthumus : Dans l'ouvrage de Claude Ptolémée sur les jugements des étoiles : à ceux-ci s'approchèrent de la même manière sur les qualités des sept étoiles erratiques… livre posthume, Strasbourg, imp. Johannes Petri (en) (réimpr. 1578) (1re éd. 1554), 814 p., in-fol (OCLC 18130764, BNF 38495337, SUDOC 042728312, présentation en ligne sur Gallica, lire en ligne), p. 421, [2e source].
- [1566] (la + grc) Christian Herlin (d), Conrad Dasypodius et Euclide (auteur des citations) (préf. Johannes Sturm), Analyseis geometricæ sex librorum Euclidis […] Pro schola, Strasbourg, imp. Josias Rihel (d), 1566, 4-XCVIII p., in-fol (OCLC 493424087, SUDOC 107085399, présentation en ligne, lire en ligne).
- [1567] (la) Volumen II. mathematicum, complectens praecepta mathematica, astronomica, logistica, una cum typis et tabulis, ad explicationem eorundem necessariis…, Strasbourg, imp. Josias Rihelius (Rihel) (réimpr. 1570) (1re éd. 1567), 432-57 p., in-8o (OCLC 494086594, BNF 30302019, SUDOC 11451254X, présentation en ligne, lire en ligne sur Gallica), [2e source].
- [1571] (la) Théodose de Tripoli, Cunradum Dasypodium et Barlaam de Seminara, Sphaericae doctrinae propositiones graecae et latinae… [Theodosii de Sphaera lib. III, de Habitationibus lib. I, de Diebus et noctibus lib. II ; Autolyci de Sphaera mobili lib. I, de Ortu et occasu stellarum lib. II ; Barlaami monachi Logisticae astronomicae lib. VI] [« Propositions grecques et latines de la doctrine sphérique… »], Strasbourg, imp. Christian Mylius (réimpr. 1572 et 1672) (1re éd. 1571), 61-39-64-47, in-8o (OCLC 458271830, BNF 31451706, SUDOC 082393540, présentation en ligne, lire en ligne sur Gallica), [2e source].
- [1573] (la + el) Cunrado Dasypodio (Dictionarium mathematicum), Lexikón seu dictionarium mathematicum…, Strasbourg, Nicolas Wyriot (d), 1573, 91 p., in-8o (OCLC 68591101, BNF 30302016, SUDOC 132817837, présentation en ligne, lire en ligne sur Gallica).
- [1573] (la + de) Brevis et succincta descriptio Corporis luminosi, Quod Nunc Aliquot Mensibus Apparvit [« Brève et succincte description du corps lumineux apparu depuis plusieurs mois »], Strasbourg, imp. Bernhard Jobin, 1573, 1 pl., 15,8 × 15,6 cm (présentation en ligne, lire en ligne), [(de) version en allemand].
- [1578] (de) Wahrhafftige Außlegung des astronomischen Uhrwerks zu Straßburg [« Interprétation véritable et description du mouvement astronomique de Strasbourg »], Strasbourg, s.n., 1578, 64 p., in-8o (OCLC 166003442, présentation en ligne, lire en ligne).
- [1578] (la + de) Brevis doctrina de cometis et cometarum effectibus [« À propos des comètes et de leurs effets »], Strasbourg, imp. Nicolas Wyriot, 1578, 40 p., in-4° (OCLC 32668110, BNF 30302012, SUDOC 04284505X, présentation en ligne, lire en ligne), [(de) Von Cometen und ihrer würckung].
- [1579] (la) Oratio Cunradi Dasypodii de disciplinis mathematicis… Ejusdem Hieronis Alexandrini Nomenclaturae vocabulorum geometricorum translatio. Ejusdem lexicon mathematicum… [« Discours de Conrad Dasypodius sur les disciplines mathématiques… traduction de la nomenclature des termes géométriques de Théon d'Alexandrie. Dictionnaire de mathématique… »], Strasbourg, Nicolaus Wyriot, 1579, 585 p., in-8o (OCLC 165701903, BNF 30302017, SUDOC 140786465, présentation en ligne, lire en ligne sur Gallica).
- [1580] (la) Heron mechanicus, seu de Mechanicis artibus atque disciplinis, ejusdem horologii astronomici : Heron mechanicus ou sur les arts et disciplines de la mécanique de l'horloge astronomique, Strasbourg, imp. Nicolas Wyriot (réimpr. 1981 et 2008) (1re éd. 1580), 92 p., in-4° (OCLC 493425512, BNF 30302013, SUDOC 107083841, présentation en ligne, lire en ligne sur Gallica), [2e source].
- [1580] (de) Wahrhafftige Außlegung und Beschreybung des astronomischen Uhrwerks zu Straßburg [« Interprétation véritable et description du mouvement astronomique de Strasbourg »], Strasbourg, s.n., 1580, 88 p., in-8o (OCLC 1243915671, SUDOC 098060961, présentation en ligne, lire en ligne [PDF]).
- [1593] (la) Pro theoria mathematica, in qua non solum disciplinae mathematicae omnes, ordine convenienti enumerantur… [« Théorie mathématique, dans laquelle sont répertoriées toutes les disciplines dans un ordre pratique… »], Strasbourg, imp. Jost Martin (d), 1593, 68 p., in-8o (OCLC 491225948, SUDOC 06353598X, présentation en ligne, lire en ligne).
- [1593] (la) Institutionum mathematicarum voluminis primi erotemata logisticae, geometriae, spherae, geographiae… [« Premier volume des institutions mathématiques de logistique, géométrie, sphères, géographie… »], Strasbourg, imp. Josias Rihel, 1593, XVI-223 p., in-8o (OCLC 457409593, BNF 30302014, SUDOC 064779785, présentation en ligne, lire en ligne).
- [1596] (la) Institutionum mathematicarum voluminis primi erotematum. Appendix [« Premier volume des institutions mathématiques. Annexe »], Strasbourg, imp. Josias Rihel, 1596, 47 p., in-8o (OCLC 457409600, BNF 30302015, SUDOC 064779793, présentation en ligne, lire en ligne).

Traducteur
- [1557] (la) Euclide, Euclidis Catoptrica… primum graece, antehac nunquam in lucem aedita, et nova translatione per Conradum Dasypodium in latinam linguam translata, s.l., s.n., 1557, 40 p., in-4° (BNF 30409410, présentation en ligne, lire en ligne), [2e source] et [3e source].
- [1564] (la + grc) Euclide (trad. Cunradum Dasypodium), Propositiones reliquorum Geometriae Euclidis, graece et latine, inusum eorum qui volumine Euclidis carent [« Proposition de la partie de la Géométrie d'Euclide, en grec et en latin, à l'usage de ceux qui manquent du volume d'Euclide »], vol. III-XIII, Strasbourg / Lyon, Ch. Mylium [Christian Müller (15..-1568)] / Université Claude-Bernard-Lyon-I (réimpr. 2014) (1re éd. 1564), 207 p., in-8o (OCLC 492177569, BNF 30409538, SUDOC 099921901, présentation en ligne, lire en ligne [PDF]), [2e source] et [3e source].
- [1579] (la) Isaac (le moine) (en), Isaaci monachi Scholia in Euclidis Elementorum geometriae… [« Enseignement d'Isaac le Moine dans les Éléments de géométrie d'Euclide »], Strasbourg, imp. Nicolas Wyriot, 1579, 112 p., in-8o (OCLC 457363515, BNF 30636141, SUDOC 154341517, présentation en ligne, lire en ligne).

Éditeur scientifique
- [1564] (la + grc) Euclide, Barlaam de Seminara, Théon d'Alexandrie (commentaire) et Cunradum Dasypodium, Éléments de géométrie (grec ancien-latin). Extrait [« Euclidis quindecim elementorum geometriae secundum…, Εὐκλείδου τῶν πέντε καὶ δέκα Στοιχείων ἐκ τῶν τοῦ Θέωνος συνουσιῶν τὸ δεύτερον »], Strasbourg, Christianum Mylium,‎ 1564, XIV-126 p., in-8o (OCLC 492177514, BNF 30409461, SUDOC 09992188X, présentation en ligne, lire en ligne).
- [1568] (la) Kaspar Peucer, Erasmus Rheinholt et Cunrado Dasypodio, Hypotyposes orbium coelestium, quas appellant theoricas planetarum, congruentes cum tabulis alphonsinis et Copernici seu etiam tabulis Prutenicis… [« Hypotyposes des sphères célestes, qui nomment les planètes théoriques, correspondant aux tables d'Alphonsien et de Copernic ou aux tables de Pruténique »], Strasbourg, imp. Theodosius Rihelius, 1568, 534 p., in-8o (OCLC 493169497, BNF 32523969, SUDOC 10029314X, présentation en ligne, lire en ligne).
- [1570] (grc + la) Euclide, Eukleidu Stoicheiōn to prōton. Hērōnos Alexandreos onomata geōmetrika = Euclidis elementorum liber primus. Heronis Alexandrini vocabula geometrica antehac nunquam edita graece et latine. Per Cunradum Dasypodium, in usum Academiae Argentinensis, Strasbourg, imp. Müller, Héritiers de Christian II (1580-1586) (réimpr. 1571) (1re éd. 1570), 125 p., in-8o (OCLC 496849215, SUDOC 131030841, présentation en ligne, lire en ligne sur Gallica), [2e source] et [3e source].
- [1570] (grc + la) Euclide et Cunradum Dasypotium, Eukleidu protaseis stoicheiōn 15, Optikōn, Katoptrikōn, Harmonikōn, kai Phainomenōn = Euclidis propositiones elementorum 15, opticorum, catopticorum, harmonicorum et apparentiarum, Strasbourg, imp. Müller, Héritiers de Christian II (1580-1586), 1570, 168 p., in-8o (OCLC 494610278, SUDOC 131030868, présentation en ligne, lire en ligne).

Autres
- [1573] (de) Hans Kaspar Wolf (d), Kalender oder Laassbüchli sampt der Schreybtafel, Mässen und Jarmärckten uff das MDLXXIIII. Jar / gestelt uff den Meridianum der uralten loblichen Statt Zürych durch Caspar Wolffen, der Artzneyen Doctor daselbst [« Calendrier ou livre de lecture comprenant le tableau d'écriture, les foires et marchés pour l'année 1573 / placé sur le méridien de l'ancienne et louable ville de Zurich par Caspar Wolffen, le médecin de cette ville »], Zurich, lib. Christoffel Froschower, 1573, 16 p., 21 cm (présentation en ligne, lire en ligne)[source insuffisante].

### Note
1. ↑  La notice correspondante de la Bibliothèque nationale de France indique la date du 21 mai 1601  (consulté le 2 octobre 2023).